# Papratno (Foča, BiH)
Papratno je naseljeno mjesto u općini Foča, Republika Srpska, BiH. Nalazi se uz granicu sa Srbijom, desno od rijeke Ćehotine.
Na popisu 1961. ne pojavljuje se, nego tek na kasnijim popisima ne pojavljuje se, jer je 1962. nastalo spajanjem naselja Donjeg Papratnog, Gornjeg Papratnog i Luka (Sl.list NRBiH, br.47/62).

## Stanovništvo
| Narod     | Popis 1961. | Popis 1971. | Popis 1981. | Popis 1991. |
| --------- | ----------- | ----------- | ----------- | ----------- |
| Hrvati    |             | 1           |             |             |
| Muslimani |             | 380         | 333         | 189         |
| Srbi      |             | 106         | 82          | 44          |
| ostali    |             | 1           | 4           | 3           |
| Ukupno    |             | 488         | 419         | 236         |